# Козацький провулок (Київ)
Коза́цький прову́лок — провулок у Голосіївському районі міста Києва, місцевість Деміївка. Пролягає від Козацької вулиці до Костанайської вулиці.

## Історія
Провулок виник у XIX столітті. У списку вулиць 1924 року позначений як Козачий провулок, на картосхемі 1935 року — як Опанасівський (Афанасіївський) провулок (пролягав до проспекту Валерія Лобановського — тодішньої Совської вулиці).